# Heinrich Gross (théologien)
Pour les articles homonymes, voir Heinrich Gross et Gross.
Heinrich Gross (né le 13 septembre 1916 à Bonn ; †  le 30 avril 2008 à Ratisbonne) était un théologien et professeur d'exégèse de l'Ancien Testament à l'université de Ratisbonne.

## Éléments biographiques
En raison de la Seconde Guerre mondiale, Heinrich Gross a dû interrompre les études de théologie commencées en 1937 à la Faculté de théologie catholique de Trèves. Ce n'est qu'après les avoir achevées qu'il a été ordonné prêtre en 1947. En 1951, il obtenait son doctorat en théologie à l'université rhénane Frédéric-Guillaume de Bonn. 
Il continua par des études approfondies en sciences bibliques à l'Institut biblique pontifical de Rome et par l'habilitation à l’enseignement en 1955 à la Faculté de théologie catholique de Trèves. À Trèves, Heinrich Gross fut professeur chargé de l'introduction aux sciences bibliques. En 1968, il a été nommé professeur d'exégèse de l'Ancien Testament à la faculté de l'université de théologie catholique nouvellement fondée de Ratisbonne, où il a travaillé jusqu'à sa retraite en 1983.

## Publications
- Weltherrschaft als religiöse Idee im Alten Testament, dans la revue Bonner biblische Beiträge, vol. 6, Bonn 1951 (Dissertationsschrift).
- Die Idee des ewigen und allgemeinen Weltfriedens im alten Orient und im Alten Testament, dans la revue Trierer theologische Studien, vol. 7, Trèves 1956 (Habilitationsschrift).
- Kleine Bibelkunde zum Alten Testament, dans la revue Schriften zur Katechetik, vol. 9, Munich 1967.
- Umkehr aus ganzem Herzen. Alttestamentliche Predigten, Stuttgart 1972.
- Kernfragen des Alten Testaments. Praktische Einführungen, Ratisbonne, 1977.
- Das Buch der Psalmen. 2 vol.: Geistliche Schriftlesung, Erläuterungen zum Alten Testament für die geistliche Lesung. Düsseldorf 1978 & 1980.
- I job, dans Die Neue Echter Bibel. Altes Testament, vol. 22, Würzburg, Echter Verlag, 1986.
- Klagelieder, dans Die Neue Echter Bibel. Altes Testament, vol. 31 & 32, Würzburg, Echter Verlag, 1986.
- Tobit, Judit, dans Die Neue Echter Bibel. Altes Testament, vol. 17 & 18, Würzburg, Echter Verlag, 1987.